# Thoristella polychroma
Thoristella polychroma är en snäckart som beskrevs av B.A. Marshall 1998. Thoristella polychroma ingår i släktet Thoristella och familjen pärlemorsnäckor. Inga underarter finns listade i Catalogue of Life.